# Рыщенкова, Мария Александровна
Мария Александровна Рыщенкова (род. 14 июня 1983, Москва, РСФСР, СССР) — российская актриса театра и кино.

## Биография
Мария Рыщенкова родилась 14 июня 1983 года. Отец — актёр театра им. Вахтангова Александр Рыщенков.
Училась в московской школе 1231 в Спасопесковском переулке.
В 2004 году окончила Театральное училище им. Щукина (курс Евгения Владимировича Князева).
С 2004 года работает в Российском академическом молодежном театре.
Мария Рыщенкова замужем за Михаилом Шкловским.

## Творчество

### Работы в театре

#### Спектакли прошлых лет
В годы учёбы играла в театре-студии «На Набережной» (руководитель Ф. Сухов), где была занята в спектаклях:
- «Легкое дыхание» И. Бунина — Ольга Мещерская
- «Гран Каньон» по американской повести «Благословите зверей и детей»
- «Чапаев и пустота» В. Пелевина Аня

Играла в спектакле «Ифигения в Авлиде» (проект «Открытая сцена», режиссёр: Константин Богомолов).

#### Театр «Ателье»(«Независимый театральный проект»).
- 2005 — «Госпиталь "Мулен Руж"»[1] Дани Лоран — Сюзи
- 2008 — «Театр по правилам и без» М. Фрейн — Поппи
- 2010 — «Девочки из календаря[англ.]»[2] по пьесе Тима Фёрта[англ.] — Бренда Халс, леди Крэйвеншир, Элен
- 2012 — «Вы не по адресу»[3] по пьесе М. Камолетти — Жанин
- 2016 — «Имя»[4] по пьесе М. Делапорт, А. де Ла Пательер — Анна

#### РАМТ
- 1999 — «Незнайка-путешественник» Н. Н. Носова. Режиссёр: А. Блохин — Галочка
- 2002-2015 — «Эраст Фандорин» Б. Акунина. Режиссёр: Алексей Бородин — Лиза
- 2003 — «Тень» Е. Шварца. Режиссёр: Юрий Ерёмин — Аннунциата
- 2005 — «А зори здесь тихие…» Б. Васильева. Режиссёр: А. Устюгов — Соня Гурвич/Рита Осянина
- 2005 — «Чисто английское привидение» О. Уайльда. Режиссёр: А. Назаров — Вирджиния
- 2005 — «Инь и Ян. Белая версия/Инь и Ян. Чёрная версия». Режиссёр: А. Бородин — Глаша
- 2007 — «Берег утопии» Т. Стоппарда. Режиссёр: А.  Бородин
- 1 часть. «Путешествие» — Мисс Чемберлен, английская гувернантка, Натали Беер
- 2 часть. «Кораблекрушение» — Эмма Гервег
- 3 часть. «Выброшенные на берег» — Мария Фромм
- 2009 — «Как кот гулял, где ему вздумается». Режиссёр: Сигрид Стрём Реибо
- 2009 — «Под давлением. 1-3». Режиссёр: Перегудов, Егор Михайлович — Сабина
- 2009 — «Почти взаправду». Режиссёр: Екатерина Половцева — Ласка, Бабочка
- 2009 — «Приглашение на казнь» Набокова. Режиссёр: П. Сафонов — Эммочка
- 2010 — «Волшебное кольцо» по Б.Щергину. Режиссёр: Александр Хухлин — Кошка
- 2010 — «Алые паруса» А. Грина. Режиссёр: Алексей Бородин — Хозяйка «Маяка»
- 2010 — «Чехов-гала» А. Чехов. Режиссёр: Алексей Бородин — Попова
- 2012 — «Участь Электры» Ю. О'нила. Режиссёр: Алексей Бородин — Лавиния
- 2014 — «Нюрнберг» Э. Манна. Режиссёр: Алексей Бородин — жительница Нюрнберга
- 2016 — «Дом с башенкой» Ф. Горенштейна. Режиссёр: Екатерина Половцева — Мадонна с младенцем; Она; Мама.
- 2017 — «Олеанна» Д. Мэмета. Режиссёр: Владимир Мирзоев — Кэрол
- 2017 — «Эраст Фандорин»(новая версия) Б. Акунина. Режиссёр: Алексей Бородин — Лиза
- 2020 — «Ромео и Джульетта» У.Шекспира. Режиссер: Егор Перегудов — Колдунья Мэб
- 2021 — «Эзоп» Гильермо Фигейредо. Режиссер: Владимир Мирзоев — Мелита
- 2023 — «Леопольдштадт» Тома Стоппарда. Режиссер: Алексей Бородин — Роза

### Работы в кино
1. 1992 — Кешка и маг (Беларусь, короткометражный) — помолодевшая бабушка Кешки (озвучивает Мария Виноградова)
2. 2004 — Самара-городок — Таня Куманцева
3. 2007 — Мымра — Оленька
4. 2007 — Национальное достояние — эпизод
5. 2008 — Две сестры — Майя
6. 2008 — Белый паровоз — Василиса
7. 2009 — Две сестры-2 — Майя
8. 2010 — Берег утопии (фильм-спектакль). Путешествие (1-я часть) — Мисс Чемберлен, английская гувернантка, Натали Беер
9. 2010 — Берег утопии (фильм-спектакль). Кораблекрушение. (2-я часть) — Эмма Гервег
10. 2010 — Берег утопии (фильм-спектакль). Выброшенные на берег. (3-я часть) — Мария Фромм
11. 2010 — Доктор Тырса — журналистка ( 9, 22 серии)
12. 2012 — Грач (9-я серия «Кино и немцы») — Олеся Суворова, художница
13. 2012 — Чехов-GALA (фильм-спектакль) — Попова («Медведь»)
14. 2015-2023 — Склифосовский (телесериал) — Александра Алексеевна Покровская (с 4-го сезона) с 86-й серии — хирург-гинеколог в отделении неотложной хирургии, с 183-й серии — врач-гинеколог в благотворительном медицинском центре, дочь Алексея Покровского. С 160-й серии — жена Константина Лазарева. Приёмная мать Ильи Хромова.
15. 2015 — Сошедшие с рельсов (короткометражный) — Мила
16. 2016 — Приглашение на казнь (фильм-спектакль) — Эммочка
17. 2017 — Чехов-GALA (фильм-спектакль, вторая версия) — Попова («Медведь»)
18. 2018 — Нянька (в производстве) — Рита
19. 2018 — Обычная женщина — гинеколог
20. 2023 — Этюды о свободе II — Вера
21. 2024 — Внутри убийцы — мама Зои и Александры